# Missionarie dell'Immacolata
Le Missionarie dell'Immacolata sono un istituto religioso femminile di diritto pontificio: le suore di questa congregazione pospongono al loro nome la sigla M.d.I.

## Storia
La decisione di creare un ramo femminile di religiose dedite all'evangelizzazione dei non cristiani nei territori loro affidati dalla Santa Sede, venne presa dai padri del Pontificio Istituto Missioni Estere nel capitolo generale celebrato a Hong Kong nel 1934.
La fondazione dell'istituto venne affidata a suor Giuseppina Dones (1880-1967), delle Suore della Riparazione, che aveva già collaborato con Paolo Manna, superiore generale del PIME, a partire dal 1917: la Dones insieme alla giovane Giuseppina Rodolfi, diede formalmente inizio alla congregazione a Milano l'8 dicembre 1936 e le Missionarie dell'Immacolata vennero approvate come istituto diocesano il 25 marzo 1938.
La congregazione ricevette il riconoscimento di istituzione di diritto pontificio il 2 aprile 1962.

## Attività e diffusione
Le Missionarie dell'Immacolata si dedicano a varie opere caritative e sociali. Sono impegnate: nel campo della salute e della prevenzione sanitaria; nell'area dello sviluppo; nella formazione di donne, giovani e bambini; nel lavoro pastorale e catechetico; nell'animazione missionaria e vocazionale.
Sono presenti in Bangladesh, Brasile, Camerun, Guinea-Bissau, Hong Kong, India, Italia, Papua Nuova Guinea; la sede generalizia è a Roma.
Al 31 dicembre 2005 l'istituto contava 912 religiose in 108 case.